# Pah (rivière)
Pour les articles homonymes, voir PAH.
La rivière Pah est un cours d'eau d'Alaska, aux États-Unis situé dans le borough de Northwest Arctic. C'est un affluent de la rivière Kobuk.

## Description
Longue de 55 milles (89 km), elle coule en direction de l'ouest pour rejoindre la rivière Kobuk à 32 milles (51 km) au sud-est de Shungnak.
Son nom eskimo, Chok-way-chok, qui signifie fort courant a été référencé en 1885 par le lieutenant Stoney de l'U.S.Navy.

## Sources
- (en) « Pah (rivière) », Geographic Names Information System